# Władysław Stanisław Zamoyski
Pour les autres membres de la famille, voir Famille Zamoyski.
Władysław Stanisław Zamoyski armoiries Jelita (en), né 1803 à Varsovie et mort le 11 janvier 1868 à Paris est un aristocrate, général et diplomate polonais. Il lutte pendant toute sa vie pour l'indépendance de la Pologne.

## Biographie
Władysław Zamoyski est le quatrième fils du président du Sénat du royaume de Pologne Stanisław Kostka Zamoyski (en) et de Zofia Zamoyska née Czartoryska, fille du prince Adam Czartoryski.
Le comte Zamoyski commence sa carrière dans l'armée du royaume de Pologne en 1823. En 1824, il devient officier et en 1828 il est nommé aide de camp du grand-duc Constantin, commandant en chef et de facto vice-roi du royaume polonais. 

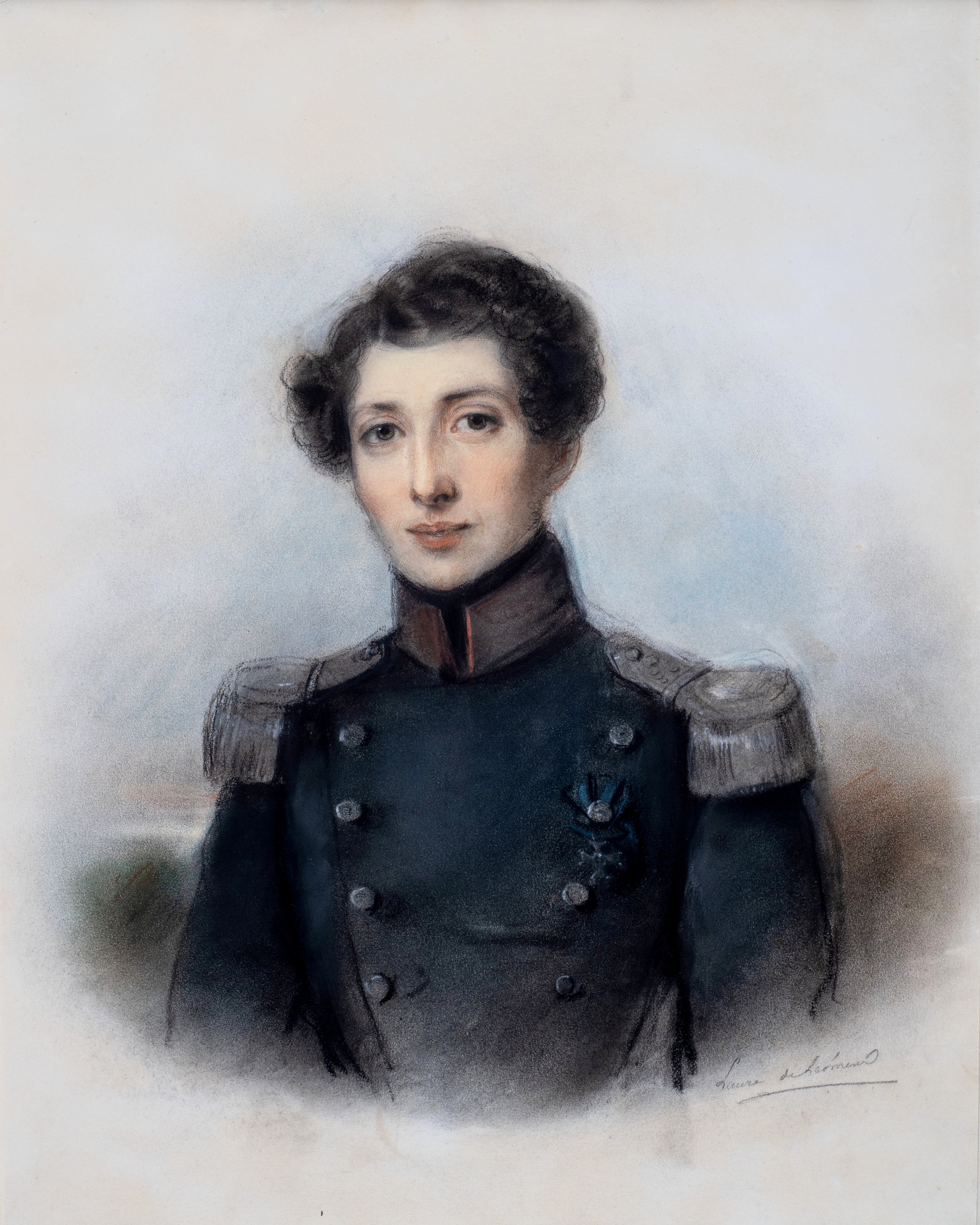
Władysław Zamoyski en tant que colonel de l'armée polonaise, 1832

Il prend part à l'insurrection polonaise de novembre 1830 lors de laquelle il est adjudant du général Jan Skrzynecki. Promu au grade de colonel dans la dernière phase du soulèvement, il est le chef d'état-major du corps, le général Girolamo Ramorino.  Après la défaite, il s'exile en France. Il ne verra plus jamais son pays. Pour sa participation au soulèvement national, il est décoré de la Grand-croix de la Virtuti Militari. Cependant en 1835, les autorités russes confisquent tous ses biens.
De septembre 1832 au 24 juin 1839, il est officier dans la nouvelle armée belge.
Proche collaborateur et confident de son beau-père prince Czartoryski, il devient l'un des principaux activistes du camp libéral-conservateur des émigrés politiques polonais rassemblés autour de l’hôtel Lambert à Paris. Le parti de l'Hôtel Lambert espère de regagner l'indépendance de la Pologne avec l'aide des puissances occidentales à l'occasion d'une nouvelle guerre en Europe qui impliquera les monarchies qui occupent la Pologne. Durant quarante ans, l'hôtel Lambert développe une activité diplomatique d'une grande envergure auprès des chancelleries européennes afin de maintenir la cause de l'indépendance polonaise vivante.
Dans les années 1848-1849, lors du printemps des peuples en Europe, il organise des régiments polonais en Italie qui combattent au sein de l'armée du royaume de Sardaigne contre les armées de l'empire d'Autriche. 
Durant la guerre de Crimée en 1855, il devient général de brigade de l'armée ottomane au sein de laquelle il forme le 2e régiment des cosaques du sultan. 
En 1852, il épouse sa nièce Jadwiga Działyńska avec laquelle il a trois enfants survivants : Władysław, Witold et Maria.
Pendant l'insurrection polonaise qui éclate en janvier 1863, il part en Angleterre où il représente le gouvernement national polonais à Londres et essaie en vain de convaincre la Grande-Bretagne de soutenir l'insurrection en Pologne. 
Il est mort le 11 janvier 1868 à Paris et inhumé au cimetière des Champeaux de Montmorency.